# 1798年5月30日の海戦
1798年5月30日の海戦（1798ねん5がつ30にちのかいせん、Action of 30 May 1798）は、フランス革命戦争中に、英仏それぞれの海軍の小戦隊がノルマンディー沖で交戦した小規模な海戦である。同じ月の始めに行われたサン・マルクフ諸島沖の海戦の後、イギリス海軍の封鎖艦隊の戦隊がこの海域の巡回を行っていた時、2隻のフランス艦がル・アーヴルとシェルブールの間からこっそり出帆しようとしているのに出くわした。イギリスの指揮官であるフランシス・ラフォリーは、そのフランス艦が、イギリス側が攻撃を仕掛ける前にル・アーヴルに戻ろうとしていたため、2隻に交戦するよう仕向けようとした。フランス艦は逃れられなくなり、ラフォリーの旗艦である5等艦ヒドラは、フランスのフリゲート艦コンフィアントと交戦し、その一方でイギリスの小型艦2隻がフランスのコルベット艦であるヴェズーヴを追跡した。
短期間の砲撃戦の後、フランス艦は2隻ともディーヴ川の河口で、乗員により座礁させられた。この河口には、数隻の上陸用舟艇がイギリス支配下のサン・マルクフ諸島沖の海戦を避けてつながれていた。コンフィアントはひどく損傷しており、ヒドラや他のイギリス艦から乗り込んだ士官や乗員たちは、その翌朝この艦を焼き払うことが可能だった。ヴェズーヴはコンフィアントより被害が小さく、座礁後は沿岸の部隊がこの艦をイギリスの攻撃から守り、その後近くのサルネルの港で修理され、最終的にル・アーヴルに戻った。

## 歴史的背景

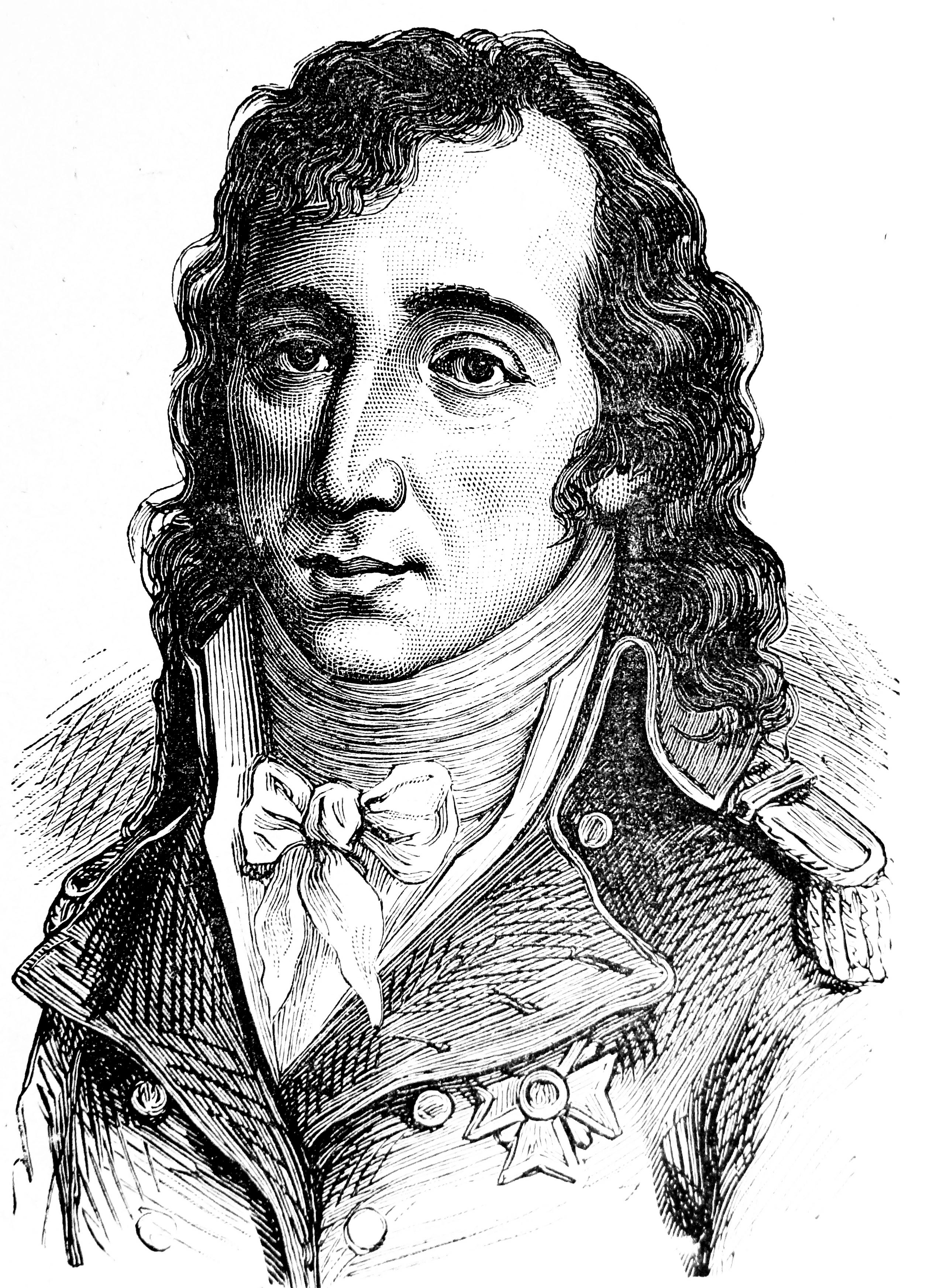
シドニー・スミス

1798年、イギリス海軍は厳重な海上封鎖戦略を用いて、フランス海軍の出港阻止に成功し、フランス革命戦争中の海上覇権を確実なものにしていた。この戦略はとりわけ、イギリス海軍の基地近くの英仏海峡で功を奏していた。海峡近くのブローニュ周辺に駐留するフランスの侵攻軍が、イギリスの注意をノルマンディー沿岸に集めようとしていたが、その彼らの動きを抑えるのに重要な役割を果たしていたからだった。ムスケイン艦長の指示の下、さまざまな港で編成された、大規模なフランス海軍の上陸用舟艇部隊の集結を阻止するのがイギリスには不可欠であった。イギリス海軍による、ノルマンディー沿岸でのフランスの動向の監視能力を高めるために、シドニー・スミス艦長指揮下の部隊は、1795年に無人島であるサン・マルクフ諸島を占領し、そこに兵を駐留させた。
1798年の春、ムスケインは50隻以上の上陸用舟艇をサン・ヴァースト・ラ・オーグに集め、5月6日にサン・マルクフ島への攻撃を開始した。その間イギリスの封鎖艦隊は、強風と潮の高さから参戦することができなかった。しかしサン・マルクフ島は非常に防御が固く、フランスが攻撃をやめるまでに900人以上のフランス兵が戦死した。その後フランス軍は、生き残った兵をノルマンディー沿岸のあちこちに分散配置した。イギリス海軍はこれに呼応して、護送船団を阻止し、上陸用舟艇を破壊する目的でノルマンディー沿岸の巡回を増やした。1798年5月29日、エティエンヌ・ペヴリュー艦長指揮下の36門艦コンフィアントと、ジャン＝バティスト＝ルイ・ルコリエ海尉指揮下の20門艦ヴェズーヴの2隻のフランス艦が、ルアーブルから武装した小型のカッター船を伴って出帆し、ベ・ド・ラ・セーヌからシェルブールを横切って西の方へと向かった。

## 5月30日の海戦

### 海上での交戦

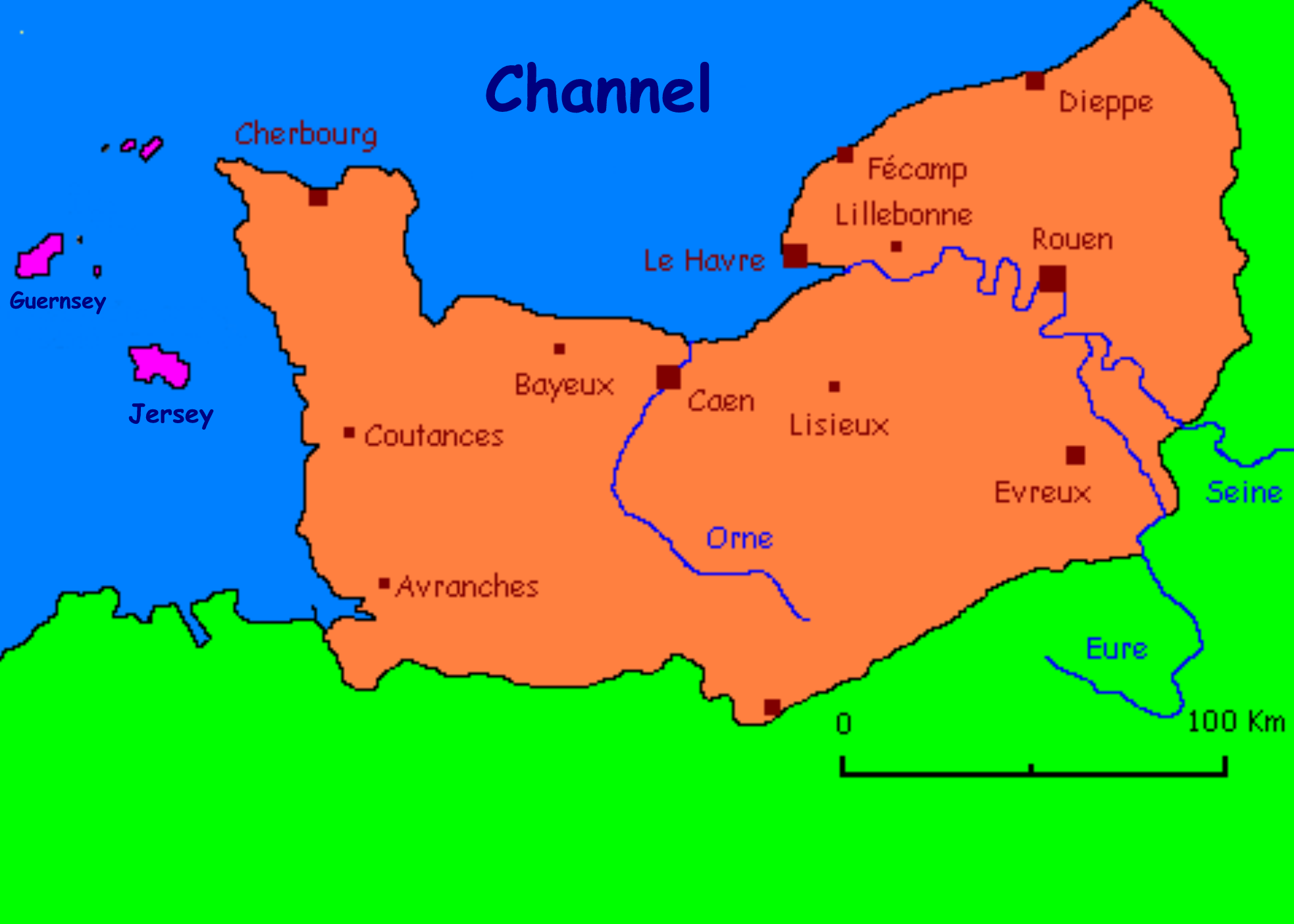
ノルマンディー地方の図。中央右にルアーブル、左にシェルブールがある。

5月30日の朝、ル・アーヴル沖を航行していたイギリスの戦隊は西へと進むフランス艦を見つけ、追跡した。この戦隊はラフォリー艦長の38門艦ヒドラと、続いてロバート・フィッツジェラルド艦長の臼砲艦ベスビアス、そしてヘンリー・ガレット海尉が指揮するトライアルだった。イギリス軍に追跡されているのに気が付いたペヴリューは、ジェズーヴとカッター船に岸へと撤退するように命令し、ヒドラの前方へ上手回しに進んで、長距離砲を放ったが失敗に終わった。ラフォリーは敵艦になおも接近し、6時に上手回しでヒドラをコンフィアントとヴェジューヴの間に入れることに成功した。ヴェジューヴは向きを変えて岸に向かった。イギリス艦はフランス艦の砲火を浴びたが、この攻撃はあまり功を奏せず、ラフォリーはヴェズーヴに舷側砲を浴びせることに集中でき、ベスビアスとトライアルにヴェズーヴを追跡させて、急速な動きで海岸の近くへと追いやった。その後ラフォリーはコンフィアントの後をつけた、コンフィアントはル・アーヴルへ戻ろうとしていた。共にいたカッター船はイギリス戦隊の追跡から逃れられず、乗員は故意に船をディーヴ川の河口に座礁させた。
6時30分、ヒドラはコンフィアント艦上のプレヴューに追いつき、猛烈な砲撃を始め、フランスも可能な時に砲撃を返した。この交戦は45分間続き、7時15分にコンフィアントは大きな損害を受け、ディーヴ川河口西部から少し離れた村、ブゼナルの近くの砂州に乗り上げた。コンフィアントはこの座礁でメインマストが倒れて木端微塵になり、敵の砲火の下でそれ以上の戦略を行うのは不可能になった。ヴェズーヴはイギリスの攻撃を避けようとして陸に乗り上げすぎ、ルコリエはやっとのことで艦をディーヴ川の河口の内側に着けた。満ち潮によってヴェズーヴは岸から離れ、ルコリエはしばし西のカーンの方へ逃げることを模索したが、警戒していたトライアルとベスビアスによって、岸へと追いやられた。この2隻のイギリスの小型艦は、その後ヴェジューヴに長距離砲を放った、それはあたかもヒドラが、西の海域でコンフィアントに対してやったのと同じだった。9時30分、潮が引き始めたため2隻のイギリス艦は沖合に戻った。ラフォリーは、フランスの船団が乗り上げた場所から約5マイル（8キロ）北西の海域で、自分の戦隊の艦を集めた。

### ボートでの攻撃

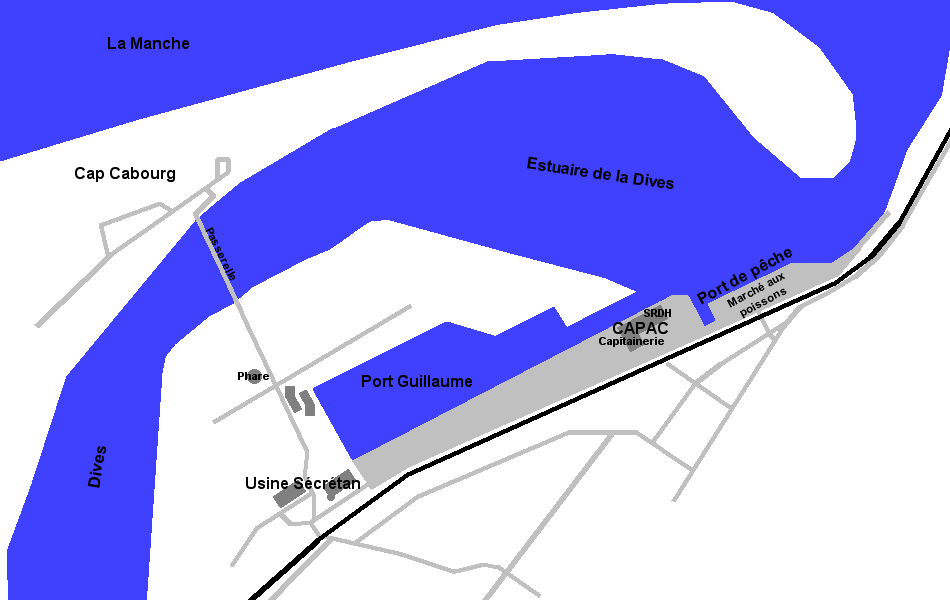
現在のディーヴ川河口のギョーム港の図、上部に英仏海峡（La Manche）が見える。

この日一杯、フランスは敵艦の砲火を浴びせられた2隻の艦の位置の兵力を増員した。周辺地域からの兵が岸に集まり、イギリス軍がこの2隻へボートで攻撃するのを阻止した。兵たちの中には、ディーヴ川に避難していた、ムスケインの上陸用舟艇部隊から来たものもいた。この部隊はトライアルからその正体を見破られており、そのトライアルは、コンフィアントがどのような状態かを突き止めるため、少しの間この艦に近づいたが、コンフィアントの稼働中の大砲から砲火を浴びせられた。岸の兵からの射撃に守られて、コンフィアントから、負傷者も含めたすべての乗員が撤退した。結局フランス軍は、夜になって難破したコンフィアントを放棄した。ヴェズーヴはもう少し状態がよく、防御もしっかりしていた、強固なフランス軍がいたおかげで、ラフォリーは、もう少し周囲の状況がイギリスにとって有利になるまで、座礁した艦への行動を遅らせることにした。
5月31日の朝10時、ラフォリーは戦隊からボートを出して海岸に向かわせ、座礁したコンフィアントを攻撃させた。12時45分にはコンフィアントに艦を横付けし、ジョージ・アクロムとウィリアム・J・サイモンズの2人の海尉に率いられた乗員たちが乗り込み、艦に誰も生存者がおらず、甲板上におびただしいフランス人乗員の遺体があるのを発見した。フランス国旗を下ろして書類を片付けた乗り込み部隊は、撤退前に艦首と艦尾に火を放った。これに対して、浜辺より高い位置にいるフランス陸軍部隊と、岸に沿って動き回っていた軽騎兵隊がマスケット規律正しく銃を放ったが、敵に対しての効果はなかった。火はすばやくコンフェラントを焼き尽くし、イギリスの乗り込み部隊は一人の死傷者も出さずにその場を離れた。
イギリス戦隊のコンフィアントへの攻撃がやんだため、ヴェズーヴの乗員はもう一度艦を航行させることに成功し、ヴェジューヴは間もなくサルネルの砲台に守られた海域に投錨した。この砲台には新たな大砲が、ムスケイン艦長指揮下の200人の兵の手で追加されていた。サルネルもイギリス軍の封鎖で固められており、ここにつながれた舟艇から抜き取ってきたのだった。コンフィアントが焼かれた時点で、ディーヴ川河口は厳重な防御が築かれ、6月1日にはリチャード・ストラカン艦長指揮下の38門フリゲート艦ダイアモンドDiamond(en)まで到着していたが、数にまさるフランス軍に釣り合う兵力の点で十分ではなかった。最終的にラフォリーはサルネルの封鎖から撤退し、彼が不在の間にヴェズーヴが何とか出帆して、無事にル・アーヴルに到着した。

## フランスの敗戦に関する考察
この交戦でのフランスの死傷者は、コンフィアントが焼かれてしまったためはっきりしない。しかし乗り込み部隊の一員であるアクロムの報告書によると、かなり多くの死傷者が出たようである。イギリスの犠牲者は取るに足らないもので、一人の戦死者も出さず、また重傷者も出なかった。ヒドラに少し損害があったが、それ以外の小型艦は無事だった。フランスの海尉ルコリエの指揮は、戦後の最も大きな批判の対象となり、フランスの史書『ヴィクトワール・アンド・コンケット』では、戦闘の結果がはっきりもしないうちに、ルコリエは座礁したコンフィアントと艦長プレヴューに支えることができなかったとして告訴されている。イギリスの歴史家ウィリアム・ジョーンズは、ルコリエをあまり批判しておらず、フランスの敗北への批判の多くを乗艦であるプレヴューに向けている。フランスの、自国の海岸に限定されたこの行動は、この地域におけるフランス軍の発展に深刻な影響をもたらした。そしてフランスによる、実行可能なイギリス侵攻が不成功に終わるのに、大きな役割を果たしたのである。